# Élisabeth de Wied
Carmen Sylva
Pour les articles homonymes, voir Élisabeth de Roumanie et Sylva.
Titres
Reine de Roumanie
26 mars 1881 – 10 octobre 1914
(33 ans, 6 mois et 14 jours)
Princesse de Roumanie
15 novembre 1869 – 26 mars 1881
(11 ans, 4 mois et 11 jours)
Signature
Élisabeth Pauline Ottilie Louise de Wied (également connue sous le nom de plume de Carmen Sylva), née le 29 décembre 1843 au château Monrepos près de Neuwied (royaume de Prusse) et morte le 2 mars 1916 à Bucarest, est, par mariage, princesse puis reine de Roumanie.

## Biographie
Fille du prince Hermann de Wied et de la princesse Marie de Nassau, elle est la nièce de la reine de Suède Sophie de Nassau et du grand-duc Adolphe de Luxembourg. Sa cousine, Hilda de Nassau, sera grande-duchesse de Bade.
C'est en 1861, lors d'un séjour à Berlin, que la jeune princesse rencontre son futur mari, Karl von Hohenzollern-Sigmaringen. Fils cadet de Charles-Antoine de Hohenzollern-Sigmaringen, Premier ministre de Prusse, et de Joséphine de Bade, il est le petit-fils de Stéphanie de Beauharnais, grande-duchesse de Bade et cousine de l'empereur des Français Napoléon III.
Charles est élu prince de Roumanie en 1866, les deux jeunes gens se marient le 15 novembre 1869. De leur union naît en 1870 une fille, Marie, qui meurt quatre ans plus tard.
Durant la guerre russo-turque de 1877-1878, Élisabeth se consacre aux soins aux blessés et fonde l'ordre d'Élisabeth (ro) (dont la décoration consiste en une croix d'or sur un ruban bleu), destiné à honorer les personnes qui se sont distinguées dans une tâche comparable. Elle encourage l'enseignement secondaire et supérieur pour les femmes en Roumanie et crée diverses sociétés à but charitable. En 1882, elle est élue membre de l'Académie roumaine.
L'éducation reçue lors de son enfance et de sa jeunesse allemandes est très variée et lui permet de se distinguer notamment par ses talents de pianiste, d'organiste ainsi que pour le chant (le jeune Georges Enesco a mis en musique nombre de ses poèmes) ; elle montre en outre de grandes dispositions pour la peinture et l'art des enluminures. Toutefois, son imagination portée vers la rêverie et la poésie la conduit sur le chemin de la littérature, en particulier la poésie, les contes et les ballades, ainsi que dans un grand travail de collecte de légendes populaires roumaines auxquelles elle donne une forme littéraire.

## L'affaire Vacaresco
En 1881, afin d'assurer sa succession au trône de Roumanie, le roi Carol désigne son neveu, le prince Ferdinand de Hohenzollern-Sigmaringen, prince allemand de 16 ans, qui n'a jusque-là jamais foulé le sol roumain et n'en parle pas la langue.
Quelques années plus tard, le jeune homme tombe amoureux de la femme de lettres roumaine Hélène Vacaresco, qui est une des intimes de la reine. Celle-ci encourage cette relation, bien que la constitution de Roumanie stipule que l'héritier au trône ne peut pas épouser une Roumaine.
Le scandale finit par éclater, et la reine est contrainte à l'exil pendant deux ans dans son château natal de Neuwied en Allemagne. Hélène Vacaresco est éloignée à Paris, tandis que le prince héritier est envoyé faire un tour des cours européennes pour y chercher une épouse.

## Activité littéraire

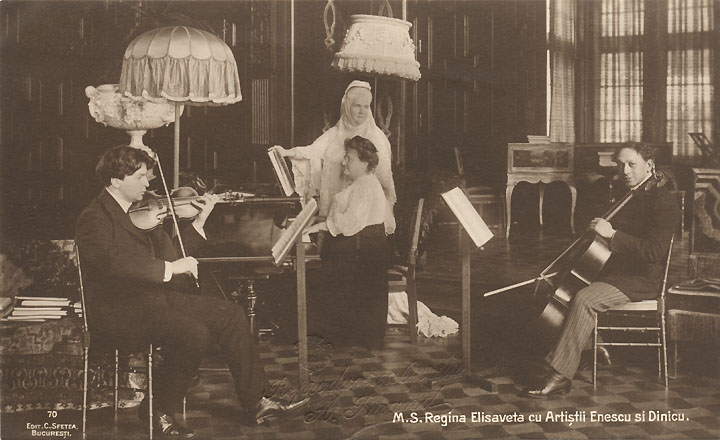
Carmen Sylva avec Georges Enesco à gauche et Grigoraș Dinicu à droite.

Carmen Sylva écrit avec aisance en allemand, roumain, français et anglais. Parmi ses nombreuses œuvres, on peut signaler : 
- Sappho et Hammerstein, deux poèmes parus à Leipzig en 1880.
- Les pensées d'une reine, un volume d'aphorismes en prose publié en 1882 à Paris, qui sera récompensé par le prix Botta, décerné tous les trois ans par l'Académie française, et sera publié en allemand en 1890 à Bonn sous le titre Vom Amboss ;
- Cuvinte sufletești, méditations religieuses en roumain publiées en 1888 à Bucarest, et traduit en allemand en 1890 sous le titre de Seelen-Gespräche.

Plusieurs de ses œuvres sont écrites en collaboration avec Mite Kremnitz, une de ses dames d'honneur, née à Greifswald en 1857, mariée au docteur Kremnitz de Bucarest ; cette série d'œuvres est publiée entre 1881 et 1888, dans plusieurs cas sous les pseudonymes de Dito et Idem. Citons notamment : 
- Aus zwei Welten (Leipzig, 1884), roman,
- Anna Boleyn (Bonn, 1886), tragédie,
- In der Irre (Bonn, 1888), recueil de contes,
- Edleen Vaughan ou Paths of Peril, roman (Londres, 1894),
- Sweet Hours, poèmes écrits en anglais (Londres, 1904).

Son œuvre signée Carmen Sylva inclut en outre :
- une traduction en allemand de Pêcheur d'Islande de Pierre Loti,
- la traduction en allemand des volumes du critique dramatique Paul de Saint-Victor, Les Deux Masques (Paris, 1881-1884),
- la traduction en anglais, en 1891, avec la collaboration d'Alma Strettell, sous le titre The Bard of the Dimbovitza, d'un recueil de folklore roumain d'Elena Văcărescu publié antérieurement à Bonn, en 1889, sous le titre Lieder aus dem Dambovitzathal.

Elle influença fortement l'écrivaine Bucura Dumbravă.

## Éditions récentes

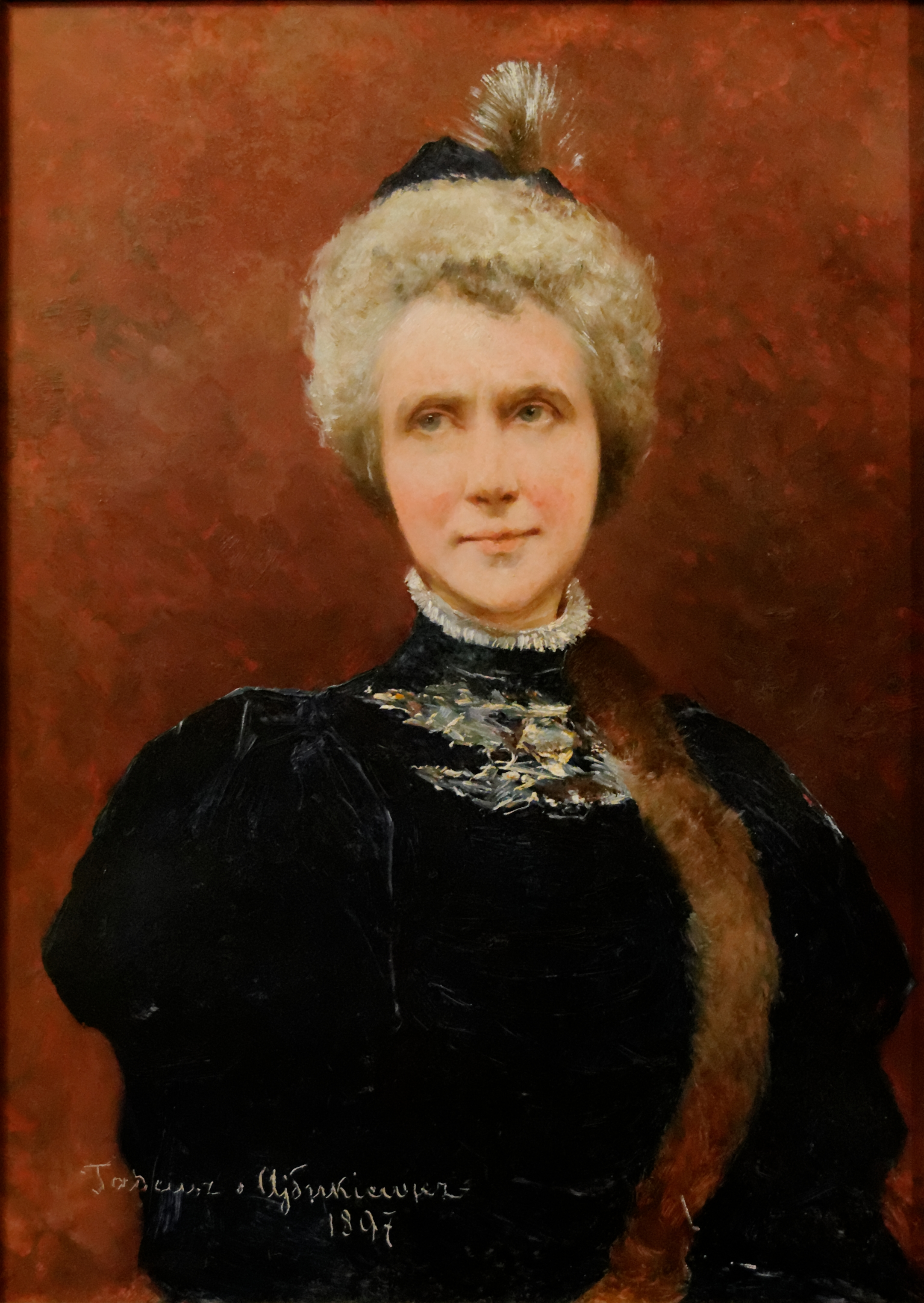
Reginei Elisabeta par Tadeusz Ajdukiewicz (1897). Exposé au palais Cotroceni, à Bucarest.

- Les pensées d'une reine / Carmen Sylva reine de Roumanie, préface par Louis Ulbach, postface par Nicolae Ionel; Éditions Fides, Iași 1998, 160 p.,  (ISBN 973-9384-09-9).
- Les pensées d'une reine - Cugetările unei regine, édition bilingue français-roumain, traduction du français par Dumitru Scorţanu, éditions Fides, Iași, 2001,  (ISBN 973-9384-62-5).
- Gedanken einer Königin - Les pensées d'une reine, édition complète des pensées en allemand et français et des épigrammes de la reine Élisabeth de Roumanie, née princesse de Wied, pseudonyme littéraire Carmen Sylva (1843-1916), édité par et avec une préface de Silvia Irina Zimmermann, avec des photographies des archives princières de Wied (Neuwied), Éditions Ibidem, Stuttgart, 2012, 440 pages,  (ISBN 978-3-8382-0385-0).
- Sagesse d'une reine, avec préface du prince Radu de Roumanie, postface de Gabriel Badea-Päun, et deux lettres de Pierre Loti à Carmen Sylva, Via Romana, 2013  (ISBN 979-10-90029-46-0)

## Filmographie partielle
- 1915 : La Goualeuse d'Alexandre Devarennes et Georges Monca

## Distinctions
- 27 décembre 1877 : dame grand-croix de l'ordre de Sainte-Catherine
- 1880 : dame de l'ordre d'Olga [1]
- 26 décembre 1884 : dame de l'ordre de la reine Marie-Louise [2]
- 1913 : dame grand-croix de l'ordre d'Élisabeth
- Dame de l'ordre de Louise
- Dame de l'ordre de Hohenzollern

- Dame grand-croix de l'ordre de la Couronne de Roumanie [3]
- Dame grand-croix avec collier de l'ordre de Carol Ier [4]
- Dame grand-croix de l'ordre de l'Étoile de Roumanie
- Dame de l'ordre de la Croix étoilée, première classe
- Dame de l'ordre royal de Sainte-Isabelle de Portugal [5]
- Dame grand-croix de l'ordre royal de Saint-Sava
- Dame de l'ordre royal de Victoria et Albert, première classe [6]